# 一ノ割 (春日部市)
一ノ割（いちのわり）は、埼玉県春日部市の町名。現行行政地名は一ノ割一丁目から一ノ割四丁目、および丁番の設定のない一ノ割。一ノ割一丁目から一ノ割四丁目は住居表示実施済み。郵便番号は344-0031。

## 地理
埼玉県の東部地域で、春日部市中央部のやや南に位置する地区である。元荒川と古利根川の両河川が形成した沖積平野上にある。
東側で備後東、南側で備後西や薄谷、西側で谷原新田や大沼、北側で南や緑町と隣接する。地区の中央部を会之堀川が南北に流れる。地区の東部を東武伊勢崎線（東武スカイツリーライン）が南北に通る。
地内は市街化区域で、第一種中高層住居専用地域や第一種住居地域に指定された住宅地であり、全域が宅地化され、戸建ての住宅が建ち並ぶ。また、一ノ割駅周辺は主に近隣商業地域に指定され、東西に駅前の商店街（一の割呑龍通り商店街）を形成している。会之堀川の右岸側に位置する一ノ割（旧大字一ノ割）は全域が市街化調整区域に指定され、西部を中心に水田などの農地が多いが、浄水場や公園などの公共施設のほか、住宅も中央部にやや多く建つ。

### 河川
- 会之堀川
- 安之堀川

### 地価
住宅地の地価は、2012年（平成24年）の公示地価によれば、一ノ割4丁目9番24号の地点で9万4,800円/m2となっている。

## 歴史
もとは江戸期より存在した武蔵国埼玉郡新方領に属する一ノ割村であった。江戸初期に内出村より分村したと云う。一ノ割村は市野割村や市ノ割村とも記された。
村高は正保年間の『武蔵田園簿』では147石余（田45石余、畑102石余）、『元禄郷帳』によると369石余、『天保郷帳』によると370石余であった。助郷は日光街道粕壁宿に出役していた。化政期の戸数は85軒で、村の規模は東西11町、南北8町であった。
地名は江戸期に行なわれた割地制度に因むものである。
村社の香取神社は新方領の惣鎮守であった。浄土宗の高僧の呑龍上人（1556年 - 1623年）の出身地である。また、弥平太家井上氏の旧家が地内に存在した。
- はじめは幕府領、のちに岩槻藩領となる。
- 1753年（宝暦3年）より幕府領となり、以降変遷なし。
- 幕末の時点では武蔵国埼玉郡に属し、明治初年の『旧高旧領取調帳』の記載によると、代官・大竹左馬太郎支配所が管轄する幕府領であった[11]。
- 1868年（慶応4年）6月19日  - 代官支配地が武蔵知県事・山田政則（忍藩士）の管轄となる。
- 1869年（明治2年）
  - 1月13日 - 武蔵知県事・宮原忠英の管轄区域に大宮県を設置。県庁は東京府馬喰町に置かれる。
  - 9月29日 - 県庁が浦和に置かれ浦和県に改称。
- 1871年（明治4年）11月13日 - 第1次府県統合により埼玉県の管轄となる。
- 1879年（明治12年）3月17日 - 郡区町村編制法により成立した南埼玉郡に属す。郡役所は岩槻町に設置。
- 1889年（明治22年）4月1日 - 町村制施行により、一ノ割村が備後村、薄谷村、中野村、大場村、大畑村、大枝村、増田新田と合併し、南埼玉郡武里村が成立する。一ノ割村は武里村の大字一ノ割となる。
- 1899年（明治32年）8月27日 - 地内に東武伊勢崎線が開業する。
- 1926年（大正15年）10月1日 - 地内を通る東武伊勢崎線に一ノ割駅が開業する。
- 1947年（昭和22年）9月 - カスリーン台風の襲来により大きな被害を受ける[5]。
- 1954年（昭和29年）7月1日 - 武里村が南埼玉郡春日部町、豊春村、北葛飾郡幸松村、豊野村と合併し、市制を施行して春日部市となる。春日部市の大字となる。
- 1973年（昭和48年）2月20日 - 地内に「呑竜幼稚園」が創立（認可）される[12][13]。現在の一ノ割二丁目3番7号の場所。
- 1975年（昭和50年）4月 - 地内に「西部浄水場」が建設され、稼動を開始する[9]。
- 1976年（昭和51年）4月 - 地内[14]に春日部市立上沖小学校が開校する[9]。
- 1977年（昭和52年）
  - 4月 - 地内[14]に春日部市立大沼中学校が開校する[9]。
  - 7月 - 地内に「一ノ割駅地下道」が建設され、開通する[9]。
- 1981年（昭和56年）1月17日 - 大字一ノ割の一部が大字谷原新田と大字粕壁の各一部と合わせて大沼となる[15]。これにより春日部市立上沖小学校や春日部市立大沼中学校が一ノ割の区域から外れる。
- 1984年（昭和57年）3月 - 地内に「一ノ割公園」が完成する[9]。
- 1991年（平成3年）11月5日 - 住居表示が実施され、大字一ノ割、大字粕壁、大字備後の各一部より一ノ割一丁目 - 四丁目が成立する[16][注釈 2]。また、同日大字一ノ割の一部が備後東および備後西の各一部となる[16]。大字一ノ割は存続。
- 2005年（平成17年）10月1日 - 春日部市が北葛飾郡庄和町と合併し、新たな春日部市が発足、同市の町丁となる。同時に住所標記の簡略化のため市内の大字が廃止され[17]、大字一ノ割は丁番の設定のない一ノ割となる[18]。
- 2006年（平成18年）3月 - 地内の「呑竜幼稚園」が「ルネサンス呑竜幼稚園」と名を変えて現在地に移転する[13][12]。
- 2017年（平成29年）3月5日 - 地内に「一ノ割駅駅前広場」が完成する。記念式典を挙行[19]。

### 存在していた小字
- 出土耕地[20]
- 上川耕地
- 島野谷耕地
- 下川耕地
- 島耕地
- 諏訪耕地
- 上根耕地
- 油子耕地
- 中根耕地
- 下根耕地
- 砂田耕地
- 立野耕地
- 下沖耕地
- 中沖耕地
- 上沖耕地
- 谷原耕地

## 世帯数と人口
2024年（令和6年）1月1日現在の世帯数と人口は以下の通りである
| 丁目         | 世帯数    | 人口    |
| ------------ | --------- | ------- |
| 一ノ割       | 278世帯   | 598人   |
| 一ノ割一丁目 | 1,274世帯 | 2,196人 |
| 一ノ割二丁目 | 546世帯   | 1,081人 |
| 一ノ割三丁目 | 647世帯   | 1,437人 |
| 一ノ割四丁目 | 719世帯   | 1,524人 |
| 合計         | 3,464世帯 | 6,836人 |

## 小・中学校の学区
市立小・中学校に通う場合、学区は以下の通りとなる。
| 丁目         | 番地 | 小学校               | 中学校               | 備考                                                 |
| ------------ | --- | -------------------- | -------------------- | ---------------------------------------------------- |
| 一ノ割       | 671番地〜685番地、690番地〜732番地、779番地〜784番地、1385番地〜1413番地                                                          | 春日部市立上沖小学校 | 春日部市立大沼中学校 |                                                      |
| 一ノ割       | 686番地〜689番地、733番地〜760番地、762番地〜778番地、932番地〜967番地、982番地〜1020番地、1025番地〜1384番地、1646番地〜1733番地 | 春日部市立武里小学校 | 春日部市立武里中学校 |                                                      |
| 一ノ割一丁目 | 1番〜2番13号、3番〜6番、7番8号〜7番51号                                                                                           | 春日部市立武里小学校 | 春日部市立武里中学校 | 春日部市立緑小学校、春日部市立緑中学校への通学も可能 |
| 一ノ割一丁目 | 2番14号〜2番49号 | 春日部市立緑小学校   | 春日部市立緑中学校   |                                                      |
| 一ノ割一丁目 | 7番1号〜7番7号、7番52号〜7番56号                                                                                                  | 春日部市立正善小学校 | 春日部市立緑中学校   |                                                      |
| 一ノ割一丁目 | 8番〜32番 | 春日部市立武里小学校 | 春日部市立武里中学校 |                                                      |
| 一ノ割二丁目 | 全域 | 春日部市立武里小学校 | 春日部市立武里中学校 |                                                      |
| 一ノ割三丁目 | 全域 | 春日部市立武里小学校 | 春日部市立武里中学校 |                                                      |
| 一ノ割四丁目 | 全域 | 春日部市上沖小学校   | 春日部市大沼中学校   |                                                      |

## 交通

### 鉄道
- 東武鉄道伊勢崎線（東武スカイツリーライン）一ノ割駅

### 道路
- 国道4号（日光街道） - 地区の東端でかすめる
- 市道武里内牧線
- 市道武里内谷線[14] - 1・2丁目と3・4丁目の間を通る

### バス
朝日自動車杉戸営業所
地内に「大沼五丁目西」停留所（系統番号：KB11）が設置されている。
春日部市コミュニティバス「春バス」
- 武里駅〜豊春駅ルート

地内に「大沼五丁目」、「一ノ割四丁目」、「備後西五丁目」停留所が設置されている。

## 施設
一ノ割
- 春日部西部浄水場
- 特養老人ホームフラワーヒル
  - 春日部市第5地域包括支援センター
- 一ノ割公園 -  近隣公園
- 一の割自然保育園

一ノ割一丁目
- 春日部一ノ割郵便局
- 川口信用金庫一ノ割支店
- 香取神社
  - 一ノ割会館
- 浄土宗円福寺 - 呑龍上人の誕生地としても知られる[14]
- ルネサンス呑竜幼稚園 - 呑龍上人の生家跡地に立地する[12]。園の創立者は呑竜上人の生家を引き継いでいた[13]。上記円福寺の隣接地に位置するが、仏教系の幼稚園ではない。

一ノ割三丁目
- NTT東日本武里局
- 一ノ割三丁目公園 - 街区公園

一ノ割四丁目
- 春日部警察署一の割交番
- 一ノ割上根公園 - 街区公園

※ 一の割幼稚園は藤塚736番地に所在する